# Chandelar
La Chandelar, rarement Chandelard, est une rivière du canton de Vaud, en Suisse, et un sous-affluent du Rhône en confluant dans la Paudèze.

## Hydronymie
L'étymologie de la rivière est incertaine. Elle tire probablement son nom d'une déformation de chanea qui remonte au latin quercinetum signifiant bois de chêne en français.

## Géographie
La rivière prend sa source tout à l'ouest du Bois de Nialin, près du lieu-dit Les Humbert dans la localité de la Claie-aux-Moines, à une altitude de 863 m, sur la commune de Savigny. Elle commence par couler plein sud puis en direction du sud-ouest. Peu après avoir passé sous la route reliant la Claie-aux-Moines à Vers-chez-les-Blanc, elle marque la limite communale entre Pully et Savigny. Elle part alors en direction du nord-ouest et le Ruisseau de Pierre-Ozaire vient s'y jeter sur sa rive droite. Depuis ce point, elle quitte Savigny et marque la limite communale entre Lausanne sur sa rive droite et Pully sur sa rive gauche. Entre les lieux-dits les Losiardes et les Planches à Corsat elle bifurque en direction du sud-ouest et s'engage dans un étroit vallon. Elle continue sous le hameau de Montblesson puis passe sous l'autoroute A9. Peu après, elle récupère les eaux du Flon-Morand qui s'y jette aussi sur sa rive droite. Toujours dans un vallon escarpé, elle continue plein sud, puis légèrement sud-est. Elle entre alors pleinement dans la commune de Pully qu'elle traverse de part en part pour rejoindre la limite communale avec Belmont-sur-Lausanne où elle conflue dans la rive droite de la Paudèze. Son trajet est entièrement à ciel ouvert.
Le bassin de la Chandelar se trouve dans une zone de molasse particulièrement friable et constitue un terrain instable. Plusieurs éboulements ont eu lieu dont un important en 1983 au lieu-dit La Chenaula,.

## Faune
La truite Fario est présente dans la Chandelar. En 2013, l'inspection de la pêche du canton de Vaud y relève la capture de 41 individus.